# (1419) Danzig
(1419) Danzig est un astéroïde de la ceinture principale découvert le 5 septembre 1929 par l'astronome allemand Karl Wilhelm Reinmuth. Le lieu de découverte est Heidelberg (024). Sa désignation provisoire était 1929 RF.